# Alemanys del Kazakhstan

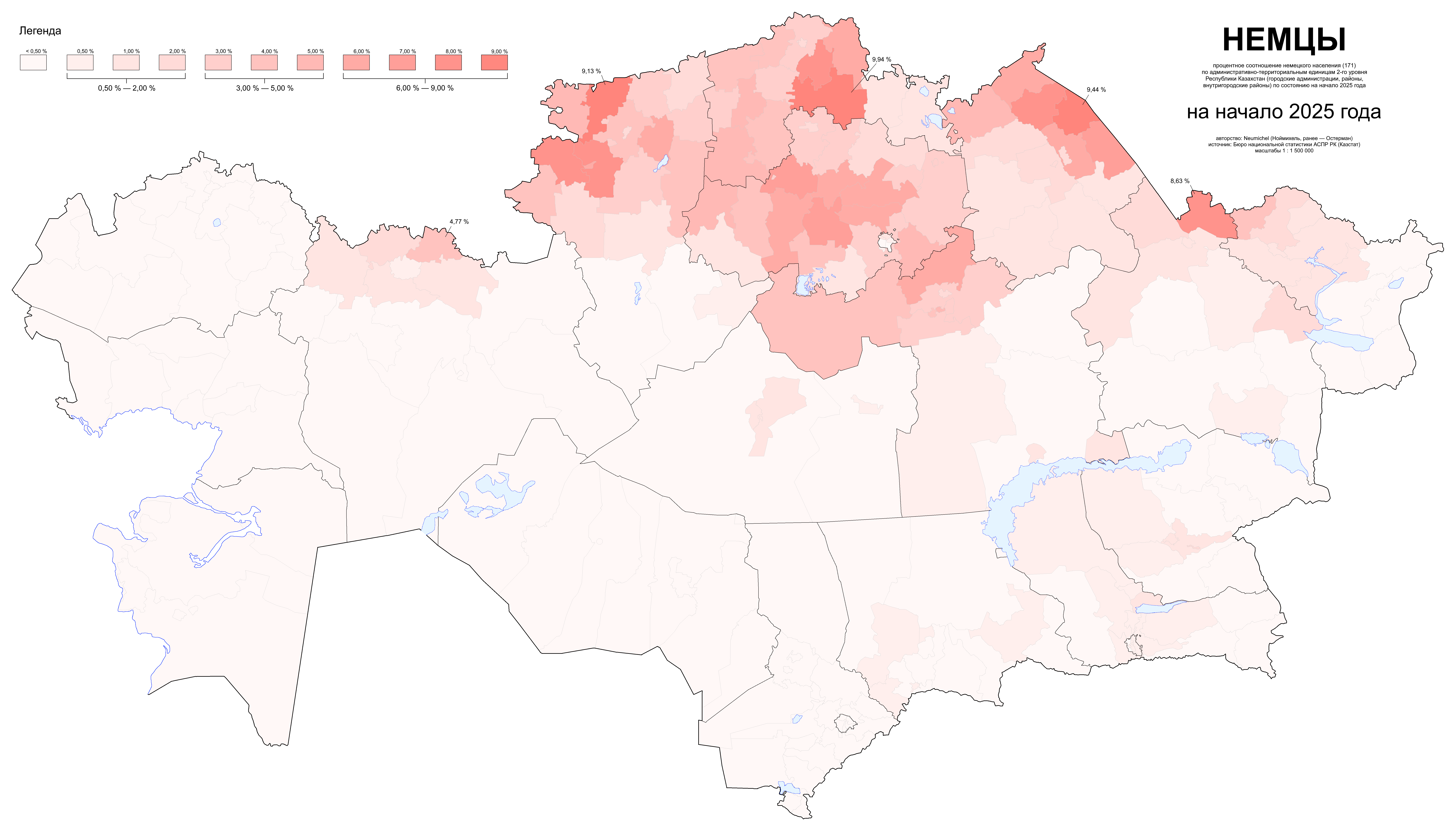
Mapa de presència dels alemanys al Kazakhstan.

Els alemanys del Kazakhstan (alemany: Kasachstandeutsche) són una minoria del Kazakhstan, del qual constitueixen un baix percentatge de la població. Descendeixen gairebé tots dels alemanys del Volga, que després de la invasió nazi de l'URSS del 1941 foren deportats per ordres de Stalin, de la República Socialista Soviètica Autònoma dels Alemanys del Volga a l'RSS del Kazakhstan. Molts foren empresonats als gulags soviètics, on possiblement en morí fins a un terç. Actualment viuen sobretot a la part nord-oriental del país, entre les ciutats d'Astanà i Oskemén, on es concentren als centres urbans.

## Història
El 1762, Sophie Fredericke Auguste von Anhalt-Zerbst, alemanya originària de Szczecin, substituí el seu marit Pere III de Rússia al tron imperial de Rússia, prenent el nom de Caterina II. El mateix any i el següent, Caterina la Gran concedí privilegis als alemanys que s'havien instal·lat al Baix Volga. L'endemà de la Revolució d'Octubre, el 1918, Lenin feu constituir la Regió dels Alemanys del Volga, que a partir del 1924 fou una república autonoma en el si de la Unió Soviètica. Després de la invasió nazi del 1941, Stalin acusà els alemanys del Volga de col·laboracionisme amb l'enemic, abolí la república autònoma i en deportà els habitants a Sibèria o el Kazakhstan. Molts moriren a l'exili. Els alemanys del Volga no tornaren mai més a viure a la seva regió d'origen en nombres comparables, en part perquè durant anys no se'ls ho permeté. Després de la guerra, molts romangueren a la regió dels Urals, Sibèria, el Kazakhstan, el Kirguizstan o l'Uzbekistan. Unes dècades després de la fi de la guerra es proposà recolonitzar les àrees on s'havia trobat la república autònoma alemanya, però aquest moviment suscità l'oposició de la població que l'habitava i la iniciativa fracassà.
El juny del 1979 s'avançà una nova proposta que preveia la constitució d'una nova República Autònoma Alemanya al Kazakhstan, amb capital a Ereimentau. La proposta volia millorar les condicions de vida dels desplaçats alemanys del Volga. En aquell moment hi havia aproximadament 936.000 alemanys ètnics que vivien al Kazakhstan i eren el tercer grup ètnic més gran del país asiàtic.
Aquesta idea tampoc no trobà suport, particularment entre les poblacions locals: el 16 de juny del 1979, els kazakhs es manifestaren a Tselinograd (Astanà), protestant per la possibilitat d'un assentament permanent dels alemanys i la institucionalització de la seva comunitat. Probablement tement una reacció negativa de la majoria kazakh i peticions d'autonomia semblants pels uigurs, el PCUS retirà definitivament la proposta d'autonomia alemanya al Kazakhstan.
Segon el cens del 1989, vivien més ciutadans d'origen alemany al Kazakhstan (957.518, o sigui el 5,8% de la població total) que a tot Rússia incloent-hi Sibèria (841.295).
La majoria d'alemanys del Kazakhstan parlen només rus. La majoria són protestants. Les majors concentracions de alemanys del Kazakhstan es troben a les ciutats i els pobles de la regió septentrional, com ara Uspén (11,19%), Taran (10,14%), i Borodulikha (11,40%).
| Alemanys del Kazakhstan |          |      |            |                                       |
| ANY                     | ALEMANYS | %    | POB. TOTAL | FONT                                  |
| 1926                    | 51.094   | 0,8% | 6.198.465  | [ 4 ]                                 |
| 1939                    | 92.571   | 1,5% | 6.151.102  |                                       |
| 1959                    | 659.800  | 7,1% | 9.309.847  |                                       |
| 1970                    | 839.649  | 6,5% | 12.848.573 |                                       |
| 1979                    | 900.207  | 6,1% | 14.684.283 |                                       |
| 1989                    | 957.518  | 5,8% | 16.464.464 |                                       |
| 1999                    | 353.462  | 2,4% | 14.981.281 | Arxivat 2011-07-23 a Wayback Machine. |
| 2009                    | 178.409  | 1,1% | 16.009.597 | Arxivat 2011-07-23 a Wayback Machine. |

## Alemanys del Kazakhstan coneguts
- Guérman Gref (nascut Hermann Gräf), exministre rus d'Economia i Comerç
- Juri Judt, futbolista alemany
- Konstantín Énguel, futbolista kazakh
- Aleksandr Mérkel, futbolista kazakh
- Roman Neustädter, futbolista rus
- Joseph Werth, bisbe catòlic de la Diòcesi de Novossibirsk.

## Demografia
2010

- Població: 180.374
- Nascuts: 4.564
- Morts: 2.447
- Saldo migratori: -1.111
- Taxa de natalitat: 25,47 per 1.000
- Taxa de mortalitat: 13,65 per 1.000
- Saldo natural: +1,18%
- Creixement població migratòria: -0,62%